# Canton de Lizy-sur-Ourcq
Le canton de Lizy-sur-Ourcq est une ancienne division administrative française, située dans le département de Seine-et-Marne et la région Île-de-France.

## Composition
Le canton de Lizy-sur-Ourcq regroupait 22 communes jusqu'en mars 2015 :
- Armentières-en-Brie, 1 362 habitants
- Cocherel, 572 habitants
- Congis-sur-Thérouanne, 1 950 habitants
- Coulombs-en-Valois, 603 habitants
- Crouy-sur-Ourcq, 1 720 habitants
- Dhuisy, 260 habitants
- Douy-la-Ramée, 285 habitants
- Étrépilly, 826 habitants
- Germigny-sous-Coulombs, 197 habitants
- Isles-les-Meldeuses, 744 habitants
- Jaignes, 330 habitants
- Le Plessis-Pacy, 270 habitants
- Lizy-sur-Ourcq, 3 591 habitants
- Marcilly, 398 habitants
- Mary-sur-Marne, 1 187 habitants
- May-en-Multien, 850 habitants
- Ocquerre, 407 habitants
- Puisieux, 289 habitants
- Tancrou, 334 habitants
- Trocy-en-Multien, 265 habitants
- Vendrest, 715 habitants
- Vincy-Manœuvre, 205 habitants

## Représentation

### Conseillers généraux de 1833 à 2015
| Période                        | Identité                                | Parti             | Qualité |
| ------------------------------ | --------------------------------------- | ----------------- | --- |
| 1833-1873 (décès)              | Frédéric Benoist                        | Républicain       | Propriétaire à Ocquerre, notaire, maire de Lizy-sur-Ourcq                                                      |
| 1873-1896 (décès)              | Louis Benoist (neveu du précédent)      | Républicain       | Notaire puis ingénieur agricole à Lizy-sur-Ourcq Sénateur (1891-1896) Président du Conseil Général (1893-1896) |
| 1896-1901                      | Louis Auguste Roy (gendre du précédent) | Républicain       | Notaire, suppléant du juge de paix Conseiller municipal de Lizy-sur-Ourcq                                      |
| 1901-1931                      | Paul-Alfred Lanéry                      | Rad.              | Négociant en vins Adjoint puis maire de Lizy-sur-Ourcq Président du Conseil Général                            |
| 1931-1937                      | Georges Ménager                         | URD               | Propriétaire à Lizy-sur-Ourcq                                                                                  |
| 1937-1942 (démission d'office) | Gaston Carré                            | SFIO              | Instituteur Maire de Lizy-sur-Ourcq, ancien conseiller d'arrondissement Révoqué par le Gouvernement de Vichy   |
|                                |                                         |                   | |
| 1945-1949 (décès)              | Gaston Carré                            | SFIO              | Instituteur Maire de Lizy-sur-Ourcq                                                                            |
| 1949-1955                      | André Painvin                           | RPF puis RS       | Vétérinaire et ingénieur agricole                                                                              |
| 1955-1973                      | Germain Godebski (1897-1978)            | SFIO puis PS      | Maire de Mary-sur-Marne (1953-1977)                                                                            |
| 1973-1979                      | Marcel Pinault                          | DVD               | Maire de Congis-sur-Thérouanne (1965-1977)                                                                     |
| 1979-1982 (démission)          | Michel Lhuillier                        | PS                | Administrateur civil Nommé Préfet de l'Essonne en 1982                                                         |
| 1982-1983 (annulation)         | Francis Élu                             | PS                | Employé, Congis-sur-Thérouanne                                                                                 |
| 1984-1998                      | Pierre Meutey                           | UDF-Rad. puis CDS | Journaliste à Europe 1 Maire de Vendrest                                                                       |
| 1998-2004                      | Etienne Wehrel                          | UMP               | Pharmacien Maire de Lizy-sur-Ourcq                                                                             |
| 2004-2011                      | Francis Élu                             | PS                | Employé Maire de Congis-sur-Thérouanne (1995-2020) Vice-Président du Conseil Général                           |
| 2011-2015                      | Jean-Christophe Piéquet                 | UMP               | Juriste Directeur de cabinet du Maire de Bailly-Romainvilliers                                                 |

### Conseillers d'arrondissement (de 1833 à 1940)
| Période                                  | Période      | Identité                                           | Étiquette   | Qualité |
| ---------------------------------------- | ------------ | -------------------------------------------------- | ----------- | --- |
| 1833                                     | 1839         | Victor-Trophime Harrouard-Richemond                |             | Propriétaire au Plessis-Placy et à Vincy                                                                    |
| 1839                                     | 1842         | M. Bernier                                         |             | Adjoint au maire de Lizy-sur-Ourcq                                                                          |
| 1842                                     | 1848         | M. Garnier                                         |             | Propriétaire, maire du Plessis-Placy                                                                        |
| 1848                                     | 1855         | Marie Auguste Désiré Robert de Rostang (1791-1874) |             | Ancien officier supérieur de cavalerie, propriétaire à Crouy                                                |
| 1855                                     | ap.1871      | Étienne Bernier                                    |             | Propriétaire, maire de May-en-Multien                                                                       |
|                                          |              |                                                    |             | |
| 1880                                     | 1901 (décès) | Bernard Despaux (1813-1901)                        | Républicain | Médecin, maire de Crouy-sur-Ourcq, Président du Conseil d'arrondissement                                    |
| 1901                                     | 1922         | Albert-Eugène Chéron                               | Rad.        | Maire de Crouy-sur-Ourcq                                                                                    |
| 1922                                     | 1928         | Edmond Richoux                                     | Rad.ind.    | Ancien huissier, conseiller municipal de Lizy-sur-Ourcq                                                     |
| 1928                                     | 1934         | Gaston Carré                                       | SFIO        | Instituteur, directeur d'école à Lizy-sur-Ourcq                                                             |
| 1934                                     | 1940         | Paul Marie Albert, Comte Baudon de Mony-Colchen    | Droite      | Propriétaire du château de la Trousse, maire d'Ocquerre                                                     |
| 1940                                     |              |                                                    |             | Les conseils d'arrondissement ont été suspendus par la loi du 12 octobre 1940 et n'ont jamais été réactivés |
| Les données manquantes sont à compléter. |              |                                                    |             | |

## Démographie
| 1962  | 1968  | 1975   | 1982   | 1990   | 1999   | 2006   | 2011   | 2012   |
| ----- | ----- | ------ | ------ | ------ | ------ | ------ | ------ | ------ |
| 8 630 | 8 970 | 10 288 | 11 343 | 13 600 | 15 606 | 16 720 | 17 611 | 17 718 |